# Potentilla
- Commons
- Wikispecies

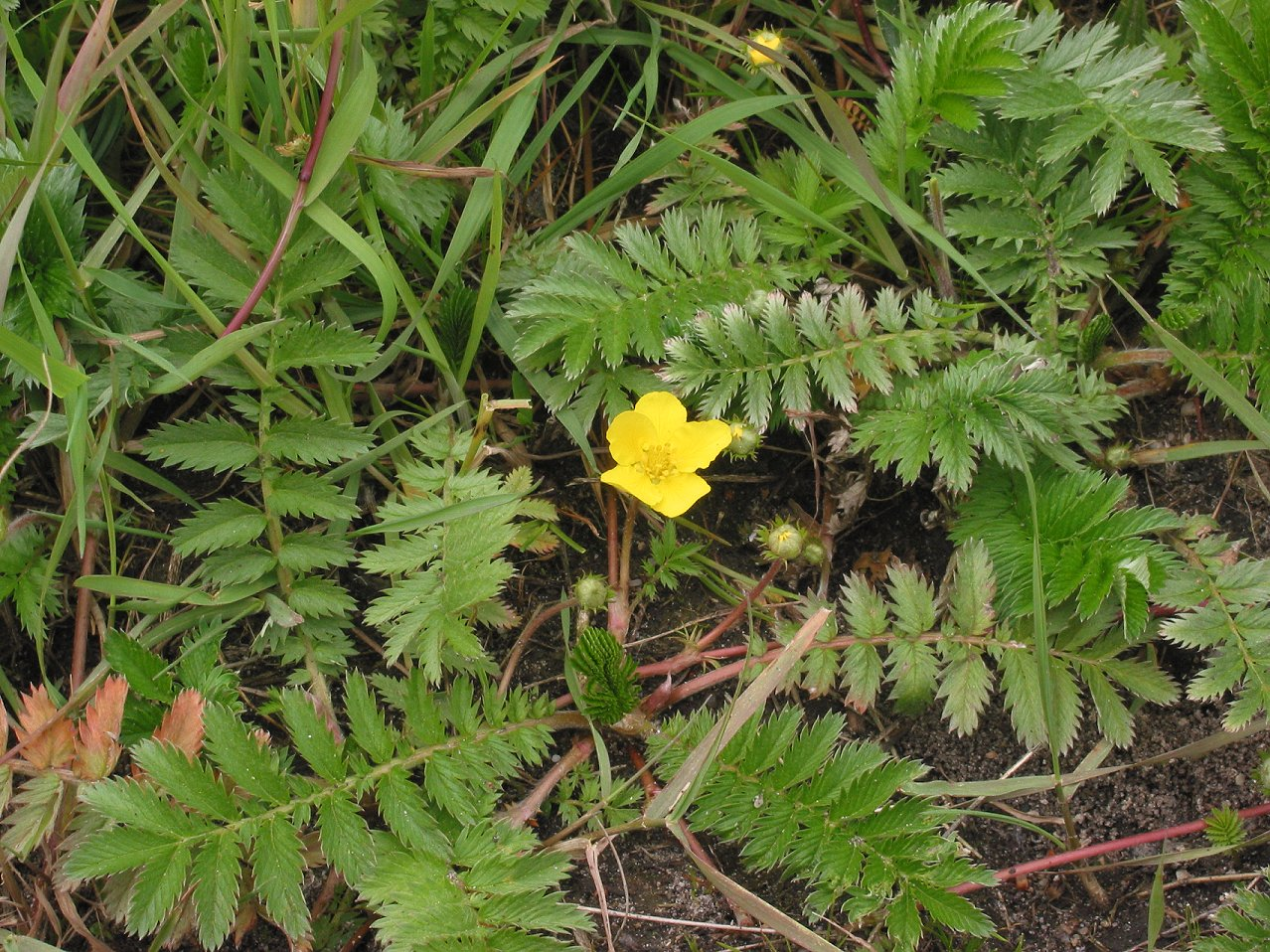
Potentilla anserina

Potentilla L. é um gênero de cerca de 500 espécies de ervas anuais, bianuais e perenes da família Rosaceae, nativa na maior parte do Hemisfério norte. Conhecida popularmente como potentilha, cinco-em-rama, tormentila, e morango-estéril.
Muitas espécies têm as folhas divididas em cinco folhinhas distribuídas como os dedos de uma mão, vem daí o nome popular "cinco-em-rama", embora algumas espécies, como por exemplo a Potentilla sterilis tenham apenas três, e outras, como a Potentilla anserina 15 ou mais folinhas como se fosse uma pena. As folhas de algumas potentilhas servem de alimento para as larvas de algumas Lepidoptera, incluindo as mariposas.
Potentilla está também relacionado ao gênero Geum e Dryas, e também aos morangos no gênero Fragaria; Potentilla difere dos morangos por ter os frutos secos e não comestível (de onde vem o nome "morango estéril" para algumas espécies). Pensa-se que a espécie Potentilla arguta tenha características protocarnívoras 
Algumas espécies são cultivadas como plantas de jardim.

## Espécies
| - Potentilla alba - Potentilla alchemilloides - Potentilla anglica - Potentilla anserina - Potentilla argentea - Potentilla arguta - Potentilla canadensis - Potentilla cinerea - Potentilla crantzii - Potentilla erecta - Potentilla indica | - Potentilla micrantha - Potentilla norvegica - Potentilla palustris - Potentilla pensylvanica - Potentilla recta - Potentilla reptans - Potentilla rupestris - Potentilla simplex - Potentilla sterilis - Potentilla tabernaemontani |

- Lista completa

## Classificação do gênero
| Sistema | Classificação                      | Referência               |
| ------- | ---------------------------------- | ------------------------ |
| Linné   | Classe Icosandria, ordem Polygynia | Species plantarum (1753) |